# Вулиця Ісаакяна (Київ)
Ву́лиця Ісаакя́на — вулиця в Шевченківському районі міста Києва, місцевість Шулявка. Пролягає від Берестейського проспекту до Казарменної вулиці. У своїй центральній частині вулиця закрита для проїзду автомобільного транспорту, адже пролягає по території дитячої лікарні «Охматдит».

## Історія
Вулиця виникла наприкінці XIX століття, з 1902 року мала назву Фабрична. У 1909 році на Фабричній вулиці, 5, з'явилася, як сказано в рекламі, «Єдина Російська фабрика гімнастичного приладдя». Засновниками її були Віктор Кашпар та Фердинанд Вітачек-молодший — службовці заводу Гретера та Криванека.
1919 року набула назву вулиця Крейцберга, на честь революціонера-більшовика Ісака Крейсберга. Під час окупації була відновлена назва Фабрична вулиця, і це перейменування збереглося і після війни.
Сучасна назва на честь вірменського поета Аветіка Ісаакяна — з 1975 року.

## Установи та заклади
- НДІ українознавства (буд. № 18)
- Дніпровська екологічна прокуратура (буд. № 17)